# Розтокі (Куявсько-Поморське воєводство)
Розтокі (пол. Roztoki) — село в Польщі, у гміні Сошно Семполенського повіту Куявсько-Поморського воєводства.
Населення — 116 осіб (2011).
У 1975-1998 роках село належало до Бидгощського воєводства.

## Демографія
Демографічна структура станом на 31 березня 2011 року:
|          | Загалом | Допрацездатний вік | Працездатний вік | Постпрацездатний вік |
| -------- | ------- | ------------------ | ---------------- | -------------------- |
| Чоловіки | 64      | 14                 | 43               | 7                    |
| Жінки    | 52      | 9                  | 33               | 10                   |
| Разом    | 116     | 23                 | 76               | 17                   |